# Lentefeest (vrijzinnig humanisme)
Het lentefeest is een vrijzinnig humanistisch overgangsritueel waarbij de ontwikkeling van het kind centraal staat. Vaak wordt dit in mei gevierd, vandaar de benaming. Een lentefeest kan buiten deze context in sommige culturen de viering van de lente zijn.
Het lentefeest viert de overgang van de kleuterschool naar de lagere school, rond de leeftijd van 6 jaar. De voorbereiding op dit feest gebeurt gedeeltelijk tijdens de lessen niet-confessionele zedenleer op school. De leerkracht, of een groepje leerkrachten, werkt met de leerlingen rond vrijzinnig humanistische thema’s. De individuele talenten van de leerlingen worden ingezet om samen tot een feestelijke voorstelling te komen voor ouders en familieleden.
Er is in België een toename in het aantal lentefeesten, terwijl het aantal eerste communies afneemt. In 2010 waren er 5.000 kinderen die een officieel lentefeest vierden, in 2023 is dit gestegen tot 9.000. Buiten deze cijfers vallen de individuele feesten. Vaak wordt dit onafhankelijk van een overtuiging gevierd om kinderen de tegenhanger van een communiefeest met cadeautjes te gunnen en om een belangrijke stap in hun leven te vieren.
Op twaalfjarige leeftijd viert men rond dezelfde periode in vrijzinnige middens het Feest van de Vrijzinnige Jeugd.